# Peter Due
Pour les articles homonymes, voir Due.
Peter Due, né le 22 septembre 1947 à Aarhus, est un skipper danois.

## Carrière
Peter Due participe aux Jeux olympiques de 1980 à Moscou et remporte la médaille d'argent dans l'épreuve du Tornado.